# Rifugio Bartolomeo Gastaldi
Das Rifugio Bartolomeo Gastaldi ist eine Schutzhütte der Sektion Turin des Club Alpino Italiano (CAI). Sie liegt in den Grajischen Alpen der norditalienischen Metropolitanstadt Turin/Region Piemont und gehört zur Gemeinde Balme und steht im Talschluss des Val d’Ala.

## Geschichte
Als Ausgangspunkt für Bergsteiger der Sektion Turin des CAI wurde das erste Rifugio 1880 errichtet, 1886 erweitert (35 Plätze) und nach dem Geologen Bartolomeo Gastaldi benannt. Es dient heute als Winterlager und beherbergt auch ein kleines Museum. Ein Neubau, für damalige Verhältnisse sehr luxuriös mit Zentralheizung und Warmwasser, entstand 1904. Es brannte 1908 ab, wurde 1930 wieder aufgebaut und am 3. Oktober 1944 von faschistischen Spezialeinheiten im Rahmen der Partisanenbekämpfung zerstört. Das aktuelle Rifugio entstand 1970.

## Zugang
- Ab Pian della Mussa (Val d’Ala), Gehzeit 2½ Stunden

## Übergänge
Das Rifugio Cibrario liegt auf dem Weg der Tour della Bessanese. Von dort aus Übergänge
- zum Rifugio Luigi Cibrario und
- zum Refuge d’Avérole.

## Gipfelbesteigungen
- Uia di Ciamarella, 3676 m
- Uia di Bessanese, 3597 m
- Albaron di Savoia, 3638 m
- Monte Collerin, 3475 m